# On the Sunday of Life...
On the Sunday of Life... è il primo album in studio del gruppo musicale britannico Porcupine Tree, pubblicato il 12 maggio 1992 dalla Delerium Records.

## Descrizione
Contiene una selezione di diciotto rivisitazioni di brani originariamente tratti dai demo Tarquin's Seaweed Farm e The Nostalgia Factory, realizzati da Steven Wilson tra il 1989 e il 1991 (i restanti brani scartati vennero successivamente inseriti nella raccolta Yellow Hedgerow Dreamscape). Gran parte dei testi contenuti nel disco sono stati scritti da Alan Duffy, compagno di scuola di Wilson.

## Tracce
Testi e musiche di Steven Wilson, eccetto dove indicato.
- First Love

1. Music for the Head – 2:42
2. Jupiter Island – 6:12 (testo: Alan Duffy)
3. Third Eye Surfer – 2:48
4. On the Sunday of Life... – 2:11
5. The Nostalgia Factory – 7:25 (testo: Alan Duffy)

- Second Sight

1. Space Transmission – 2:59
2. Message from a Self-Destructing Turnip – 0:27
3. Radioactive Toy – 10:00
4. Nine Cats – 3:55 (testo: Alan Duffy)

- Third Eye

1. Hymn – 1:14
2. Footprints – 5:59 (testo: Alan Duffy)
3. Linton Samuel Dawson – 3:05 (testo: Alan Duffy)
4. And the Swallows Dance Above the Sun – 4:03 (testo: Alan Duffy)
5. Queen Quotes Crowley – 3:55

- Fourth Bridge

1. No Luck with Rabbits – 0:45
2. Begonia Seduction Scene – 2:10
3. This Long Silence – 5:10 (testo: Alan Duffy)
4. It Will Rain for a Million Years – 10:47 (testo: Alan Duffy)

## Formazione
- Steven Wilson – produzione, strumentazione, voce
- Master Timothy Masters – oboe
- Mike Bennion – progettazione
- Andy Cleal – fotografia
- The Expanding Flan – batteria (traccia 3)
- Solomon St. Jermain – chitarra e voce aggiuntive (traccia 14)